# Pteroglossus erythropygius
El arasarí piquipálido (Pteroglossus erythropygius) es una especie de tucán sudamericano del género Pteroglossus. Sólo se le encuentra en Colombia, Ecuador y Perú.
- Arasari Piquipálido
- Familia: Ramphastidae
- Otros nombres: Tucán o Pili, pale mandibled aracàri (Pteroglosus erythropygius).

Habita en el trópico hasta los 1.600 m s. n. m. Prefiere el dosel del bosque y bordes de bosque y arboledo secundario húmedos;  Se lo encuentra en las palmeras pambiles, visolas, etc., en pareja o formando pequeñas bandadas; tolera la presencia humana y llega hasta las áreas pobladas. El tamaño de este tucán va desde los 40,5 hasta los 43 cm, El pico de este tucán llega a medir hasta 12,5 cm, y el borde es a manera de serrucho; de la coloración del pico proviene el nombre en inglés, y de allí su traducción. 
Estas aves aprovechan los huecos hechos por los pájaros carpinteros para dormir. Se alimentan de fruta principalmente, aunque en ocasiones de lagartijas, huevos de otras aves, e incluso de crías.  
Las principales amenazas de esta ave exótica, son la deforestación del bosque primario, para la extracción irracional de madera, y conversión de bosque a áreas agrícolas y de cultivo; lo cual acaba y fragmenta el hábitat su hábitat, además el tráfico de polluelos agrava la desaparición del P. eytrhopygius.

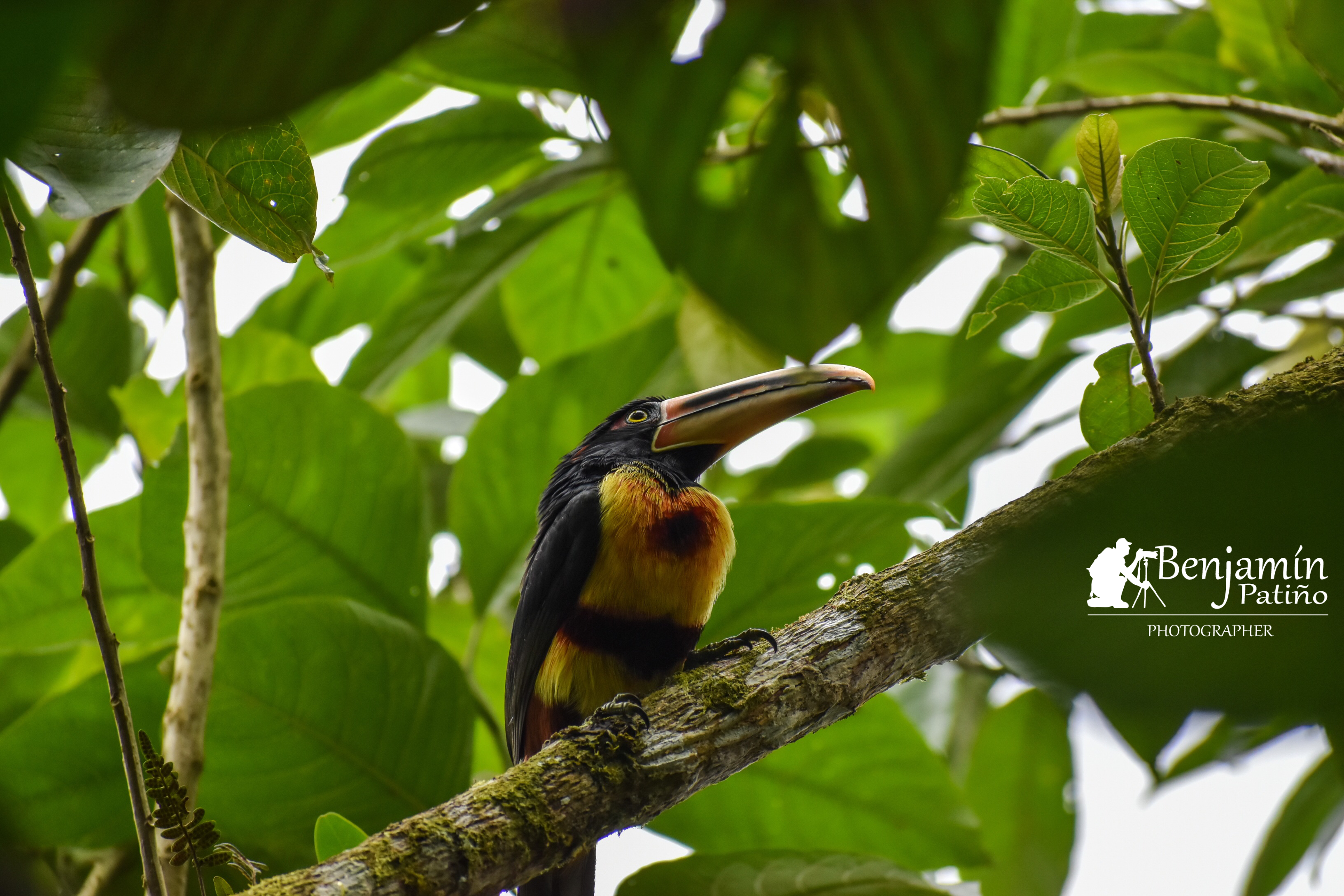
ARASARI